# Bertingen
Bertingen là một đô thị ở huyện Börde thuộc bang Sachsen-Anhalt, nước Đức. Đô thị Bertingen có diện tích 11,18 km², dân số thời điểm ngày 31 tháng 12 năm 2006 là 197 người.